# Chödrag Gyatso
Chödrag Gyatso (1454-1506) was de zevende gyalwa karmapa, hoofd van de kagyüschool van het Tibetaans boeddhisme.
Chödrag Gyatso werd in Chida in het noorden van Tibet geboren. Naar verluidt zei hij toen hij vijf maanden oud was: "Er is niets op de wereld, behalve leegheid." Hij werd toen hij negen maanden oud was erkend als karmapa.
Volgens de legende bracht hij op vijfjarige leeftijd tijdens een rondreis door Tibet vrede in het zuiden van het Tibetaans plateau waar de stammen van Nagaland en Bhutan oorlog aan het voeren waren.
Tijdens zijn leven hield hij zich veel bezig met het beschermen van dieren en onderwees de bevolking vaak jagen en vissen op te geven. Hij was ook onderhandelaar bij conflicten tussen stammen en gaf opdracht tot het bouwen van vele bruggen om de gebieden toegankelijker te maken. Het beste medicijn tegen alle problemen en conflicten was volgens hem 1.000.000 maal Om mani padme hum te zeggen. Chödrag stuurde ook veel goud naar India zodat het standbeeld van Gautama Boeddha bij Bodhgaya kon worden verguld.
- Gemeinsame Normdatei: 140991301
- International Standard Name Identifier: 0000 0000 7985 4359
- Library of Congress Control Number: n80028851
- Virtual International Authority File: 18515907
- WorldCat: E39PBJdMdt68jvJCMbmgtB7mBP